# Ana Wagener
Ana María del Pino Álvarez Wagener  (Las Palmas de Gran Canaria, 25 de agosto de 1962) es una actriz española conocida por su papel en la serie de Netflix Intimidad y ganadora de un Premio Goya por La voz dormida.

## Biografía
Hija de padres gaditanos nació y pasó su infancia y preadolescencia en Las Palmas De Gran Canaria. Con 13 años se trasladó con su familia a Sevilla, donde posteriormente se graduó en la Escuela Superior de Arte Dramático de Sevilla, y a los 18 años Alfonso Zurro la escogió para una figuración en la ópera Carmen, fichándola también para la compañía teatral La Jácara, en 1982. 
Iniciada su carrera como actriz en el teatro, pronto su cara se hizo conocida al participar en producciones televisivas, como Querido maestro, Compañeros, El comisario o La Señora.
También trabajó en el doblaje desde los años 80 donde su trabajo se destacó como directora y como actriz, llegando a doblar habitualmente a la actriz Felicity Huffman.
En 2000 rodó El Bola, dirigida por Achero Mañas, y desde entonces su trayectoria cinematográfica no ha hecho más que crecer. 7 vírgenes, AzulOscuroCasiNegro, Tocar el cielo, El patio de mi cárcel, Biutiful, La voz dormida o El reino son otras de las cintas en las que ha participado. Estas cuatro últimas le brindaron sendas nominaciones a los Premios Goya, siendo premiada en 2011 por La voz dormida.
En 2023, tras una amplia trayectoria en el cine como actriz de reparto, protagonizó el largometraje Te estoy amando locamente, donde encarna a Reme, una madre tradicional en la Sevilla de 1977 que se involucra por amor a su hijo en los inicios del movimiento LGBT andaluz.

## Filmografía

### Cine
| Año  | Título                                          | Personaje          | Director                          | Notas        |
| ---- | ----------------------------------------------- | ------------------ | --------------------------------- | ------------ |
| 1998 | Señores de Gardenia                             | Majorette          | Antoni Aloy                       | Cortometraje |
| 2000 | ¿Tú qué harías por amor?                        | Madre de Sira      | Carlos Saura Medrano              |              |
| 2000 | El Bola                                         | Laura              | Achero Mañas                      |              |
| 2000 | Besos para todos                                | Casera             | Jaime Chávarri                    |              |
| 2001 | La envidia del ejército nipón                   | Aurora             | Miguel del Arco                   | Cortometraje |
| 2002 | Onán                                            | Súa                | Abraham López Feria y Pablo Tébar | Cortometraje |
| 2003 | Torremolinos 73                                 | Dependienta        | Pablo Berger                      |              |
| 2003 | Palos de ciego amor                             | Aurora             | Miguel del Arco                   | Cortometraje |
| 2003 | Exprés                                          | Madre              | Daniel Sánchez Arévalo            | Cortometraje |
| 2003 | La suerte dormida                               | Begoña Castilla    | Ángeles González Sinde            |              |
| 2003 | Las voces de la noche                           | Bárbara            | Salvador García Ruiz              |              |
| 2003 | Heridas                                         | Chica              | José Luis Manzano                 | Cortometraje |
| 2004 | El séptimo día                                  | Ángela Fuentes     | Carlos Saura                      |              |
| 2004 | Horas de luz                                    | Chus               | Manolo Matji                      |              |
| 2005 | 7 vírgenes                                      | Madre Richi        | Alberto Rodríguez Librero         |              |
| 2005 | Vida y color                                    | Sole               | Santiago Tabernero                |              |
| 2005 | Morir, dormir, soñar                            | Mujer              | Miguel del Arco                   | Cortometraje |
| 2005 | Hiyab                                           | Profesora          | Xavi Sala                         | Cortometraje |
| 2006 | Niñ@s                                           | Jueza              | Alfredo Montero                   |              |
| 2006 | AzulOscuroCasiNegro                             | Ana                | Daniel Sánchez Arévalo            |              |
| 2006 | Cabeza de perro                                 | Rosa               | Santi Amodeo                      |              |
| 2006 | ¿Por qué se frotan las patitas?                 | Rosario            | Álvaro Begines                    |              |
| 2007 | Elena quiere                                    | Doctora            | Lino Escalera                     | Cortometraje |
| 2007 | Seis o siete veranos                            | Carmen             | Rodrigo Rodero                    | Cortometraje |
| 2007 | Tocar el cielo                                  | Enfermera          | Marcos Carnevale                  |              |
| 2008 | 8 citas                                         | Maite              | Peris Romano y Rodrigo Sorogoyen  |              |
| 2008 | El patio de mi cárcel                           | Dolores            | Belén Macías                      |              |
| 2008 | El amor se mueve                                | Alicia             | Mercedes Afonso Padrón            |              |
| 2008 | Los años desnudos                               | Asistenta          | Dunia Ayaso y Félix Sabroso       |              |
| 2010 | Biutiful                                        | Bea                | Alejandro González Iñárritu       |              |
| 2010 | Todo lo que tú quieras                          | Ana                | Achero Mañas                      |              |
| 2010 | Secuestrados                                    | Marta              | Miguel Ángel Vivas                |              |
| 2011 | La voz dormida                                  | Mercedes           | Benito Zambrano                   |              |
| 2011 | El perfecto desconocido                         | Isabel             | Toni Bestard                      |              |
| 2012 | Ojos que no ven                                 | Carmen             | Natalia Mateo                     | Cortometraje |
| 2012 | Fènix 11:23                                     | Clara              | Joel Joan y Sergi Lara            |              |
| 2013 | Los amantes pasajeros                           | Mujer Álex         | Pedro Almodóvar                   |              |
| 2014 | A escondidas                                    | Alicia             | Mikel Rueda                       |              |
| 2015 | Vulcania                                        | Aurora             | José Skaf                         |              |
| 2017 | Contratiempo                                    | Elvira Garrido     | Oriol Paulo                       |              |
| 2018 | El reino                                        | La Ceballos        | Rodrigo Sorogoyen                 |              |
| 2018 | Tu hijo                                         | Carmen             | Miguel Ángel Vivas                |              |
| 2018 | Durante la tormenta                             | Inspectora Dimas   | Oriol Paulo                       |              |
| 2019 | Legado en los huesos                            | Fina Hidalgo       | Fernando González Molina          |              |
| 2020 | Adú                                             | Paloma             | Salvador Calvo                    |              |
| 2020 | Ofrenda a la tormenta                           | Fina Hidalgo       | Fernando González Molina          |              |
| 2020 | Retrato de mujer blanca con pelo cano y arrugas | Esther             | Ivan Ruiz Flores                  |              |
| 2022 | Las niñas de cristal                            | Rosa               | Jota Linares                      |              |
| 2023 | Te estoy amando locamente                       | Remedios Fernández | Alejandro Marín                   |              |

### Televisión
| Año         | Título                              | Personaje                    | Notas                                   |
| ----------- | ----------------------------------- | ---------------------------- | --------------------------------------- |
| 1997        | Querido maestro                     | Clienta                      | 1 episodio                              |
| 1998        | Compañeros                          | Entrevistadora de trabajo    | 1 episodio                              |
| 1998        | Hermanas                            | Extra                        | 3 episodios                             |
| 1998        | Señor alcalde                       | Comisionada                  | 1 episodio                              |
| 1999; 2005  | El comisario                        | Vicenta / Amelia             | 2 episodios                             |
| 2000        | Raquel busca su sitio               | Victoria                     | Elenco recurrente; 4 episodios          |
| 2000 - 2001 | El grupo                            | Madre de Fidel               | Elenco recurrente; 7 episodios          |
| 2000 - 2001 | Policías, en el corazón de la calle | Patricia                     | Elenco recurrente (T1-T4); 10 episodios |
| 2002        | Padre coraje                        | Amparo Garrido               | Miniserie; 3 episodios                  |
| 2003        | Javier ya no vive solo              | Jueza                        | Elenco recurrente (T2); 3 episodios     |
| 2003        | Hospital Central                    | Sandra                       | 1 episodio                              |
| 2007        | Los hombres de Paco                 | Abogada                      | 1 episodio                              |
| 2007        | Círculo rojo                        | Fiscal                       | 1 episodio                              |
| 2007 - 2008 | Cuenta atrás                        | Carla Corso                  | Elenco recurrente; 3 episodios          |
| 2008 - 2010 | La Señora                           | Vicenta Ramírez              | Elenco principal; 39 episodios          |
| 2011        | 14 de abril. La República           | Vicenta Ramírez              | Elenco recurrente (T1); 5 episodios     |
| 2013        | Con el culo al aire                 | Rosario «Charo» Lazcano Mora | Elenco principal (T2); 13 episodios     |
| 2015        | La española inglesa                 | Camarera                     | Telefilme                               |
| 2016        | Nit i dia                           | Oiane                        | 1 episodio                              |
| 2017        | La princesa Paca                    | Emilia Pardo Bazán           | Telefilme                               |
| 2018        | Félix                               | Daniela Cárdenas             | Elenco recurrente; 3 episodios          |
| 2018 - 2019 | La otra mirada                      | Luisa Fernández Mayoral      | Elenco principal; 21 episodios          |
| 2021        | El inocente                         | Sonia Miralles               | Elenco secundario; 4 episodios          |
| 2021        | Alba                                | Marta Villar                 | Elenco secundario; 8 episodios          |
| 2022        | Intimidad                           | Alicia Vásquez               | Elenco principal; 8 episodios           |
| 2022 - 2023 | Bienvenidos a Edén                  | Brisa Galván                 | Elenco secundario; 8 episodios          |
| 2023        | Tú también lo harías                | Victoria Jordán              | Elenco principal; 8 episodios           |
| 2023        | Las noches de Tefía                 | Águeda                       | Elenco secundario; 4 episodios          |
| 2024        | Atasco                              | Manager                      | 1 episodio                              |
| 2024        | La última noche en Tremor           | Victoria Kauffman            | 4 episodios                             |

## Teatro
- La casa de Bernarda Alba (2023).
- Las bárbaras (2019).[3]
- La Orestiada (2017).[4]
- La voz humana (2016-17).[5][6]
- Hamlet (2016).
- Humo (2015), lectura dramatizada de Josep María Miró.
- Fausto (2014-2015).
- La anarquista (2012-2013).
- Tuya (2012), lectura dramatizada de la novela homónima de Claudia Piñeiro, adaptada por Marcos Carnevale.
- Málaga (2011-2013).
- 19.30 (2010).
- La madre vigila tus sueños (2006-2007).
- En tierra de nadie (2004-2005).
- Luces de bohemia (2002).
- Joe Killer, el asesino (1998).
- Los domingos matan más hombres que las bombas (1995).
- ¿Qué no...? (1988).
- Los cuentos de la Alhambra (1983).

## Premios y nominaciones
Premios Goya
| Año  | Categoría                                | Película              | Resultado |
| ---- | ---------------------------------------- | --------------------- | --------- |
| 2008 | Mejor actriz revelación                  | El patio de mi cárcel | Candidata |
| 2010 | Mejor interpretación femenina de reparto | Biutiful              | Candidata |
| 2011 | Mejor interpretación femenina de reparto | La voz dormida        | Ganadora  |
| 2018 | Mejor interpretación femenina de reparto | El reino              | Candidata |

Premios Feroz
| Año  | Categoría               | Película | Resultado |
| ---- | ----------------------- | -------- | --------- |
| 2019 | Mejor actriz de reparto | El reino | Candidata |

Premios de la Unión de Actores y Actrices
| Año  | Categoría                             | Película/Serie/Obra   | Resultado |
| ---- | ------------------------------------- | --------------------- | --------- |
| 2018 | Mejor actriz secundaria de cine       | El reino              | Ganadora  |
| 2016 | Mejor actriz secundaria de teatro     | Hamlet                | Candidata |
| 2015 | Mejor actriz secundaria de teatro     | Fausto                | Candidata |
| 2014 | Mejor actriz de reparto de cine       | A escondidas          | Candidata |
| 2014 | Mejor actriz secundaria de teatro     | Fausto                | Candidata |
| 2013 | Mejor actriz secundaria de teatro     | La anarquista         | Candidata |
| 2011 | Mejor actriz secundaria de cine       | La voz dormida        | Ganadora  |
| 2010 | Mejor actriz secundaria de cine       | Biutiful              | Ganadora  |
| 2009 | Mejor actriz secundaria de televisión | La Señora             | Candidata |
| 2008 | Mejor actriz secundaria de cine       | El patio de mi cárcel | Ganadora  |
| 2008 | Mejor actriz secundaria de televisión | La Señora             | Candidata |
| 2006 | Mejor actriz de reparto de cine       | AzulOscuroCasiNegro   | Candidata |

Medallas del Círculo de Escritores Cinematográficos
| Año  | Categoría               | Película       | Resultado |
| ---- | ----------------------- | -------------- | --------- |
| 2011 | Mejor actriz secundaria | La voz dormida | Nominada  |
| 2018 | Mejor actriz secundaria | El reino       | Nominada  |

Premios Gaudí
| Año  | Categoría                                | Película    | Resultado |
| ---- | ---------------------------------------- | ----------- | --------- |
| 2012 | Mejor interpretación femenina secundaria | Fènix 11·23 | Candidata |

Premios Sant Jordi de Cinematografía
| Año  | Categoría             | Película         | Resultado |
| ---- | --------------------- | ---------------- | --------- |
| 2019 | Mejor actriz española | El reino Tu hijo | Candidata |

Festival de Cine Español de Málaga
| Año  | Categoría | Cortometraje         | Resultado |
| ---- | --- | -------------------- | --------- |
| 2008 | Biznaga de Plata (Cortometrajes): Mejor interpretación femenina (ex aequo con Pilar Castro, Sandra Ferrús y Nadia de Santiago) | Test                 | Ganadora  |
| 2006 | Biznaga de Plata (Cortometrajes): Mejor interpretación femenina                                                                | Morir, dormir, soñar | Ganadora  |

Festival de Cine de Alicante
| Año  | Categoría                                                   | Cortometraje         | Resultado |
| ---- | ----------------------------------------------------------- | -------------------- | --------- |
| 2006 | Premio de la Sección Oficial de Cortometrajes: Mejor actriz | Morir, dormir, soñar | Ganadora  |

Otros premios
| Año  | Festival                                                       | Película/Cortometraje | Resultado |
| ---- | -------------------------------------------------------------- | --------------------- | --------- |
| 2019 | Premios ACE                                                    | La otra mirada        | Ganadora  |
| 2006 | Certamen Nacional de Cortometrajes de Mula                     | Morir, dormir, soñar  | Ganadora  |
| 2006 | Concurso Iberoamericano de Cortometrajes Versión Española-SGAE | Morir, dormir, soñar  | Ganadora  |
| 2006 | Festival Internacional de Cortometrajes de Móstoles            | Morir, dormir, soñar  | Ganadora  |
| 2006 | Concurso de Cortos "Cuadrilla de Laguardia-Rioja Alavesa"      | Morir, dormir, soñar  | Ganadora  |
| 2005 | Primavera Cinematográfica de Lorca                             | Vida y color          | Ganadora  |
| 2004 | Primavera Cinematográfica de Lorca                             | Palos de ciego amor   | Ganadora  |
| 2003 | Certamen Nacional de Cortometrajes de Alfaz del Pi             | Exprés                | Ganadora  |